# Cloudflare
Cloudflare, Inc. là một công ty Hoa Kỳ cung cấp mạng phân phối nội dung, dịch vụ bảo mật Internet và các dịch vụ phân phối máy chủ tên miền, đứng giữa khách truy cập và nhà cung cấp dịch vụ lưu trữ của người dùng Cloudflare, hoạt động như một reverse proxy cho các trang web. Cloudflare có trụ sở tại San Francisco, California, với các văn phòng bổ sung ở Luân Đôn, Singapore, Champaign, Austin, Boston và Washington, D.C..
Cloudfare hoạt động với chính sách khá khắt khe về tự do ngôn luận và nội dung trung lập.

## Tiêu chuẩn
Cloudflare đã lên tiếng nói của hỗ trợ các giá trị tự do ngôn luận, với Giám đốc điều hành Matthew Prince nói rằng: 
"Một trong những điểm mạnh nhất của Hoa Kỳ là niềm tin rằng phát biểu, đặc biệt là phát biểu chính trị, là thiêng liêng.. Một trang web, tất nhiên, là không gì khác ngoài phát biểu... Một trang web là bài diễn văn, nó không phải là một quả bom. Nó không tạo ra mối nguy hiểm sắp xảy ra và không nhà cung cấp nào có nghĩa vụ khẳng định để giám sát và đưa ra quyết định về bản chất có hại về mặt lý thuyết của lời phát biểu mà một trang web có thể chứa." 
Cloudflare công bố một báo cáo minh bạch trên cơ sở nửa năm để cho thấy các cơ quan thực thi pháp luật yêu cầu dữ liệu về khách hàng của mình thường xuyên như thế nào.
Vi phạm với chính sách lâu dài của nó về tính trung lập của nội dung, Cloudflare đã rút lại quyền truy cập vào các dịch vụ của mình của trang web chủ trương thượng đẳng da trắng The Daily Stormer ngày 16 tháng 8 năm 2017, sau cuộc tấn công gây tử vong tại cuộc biểu tình Charlottesville bốn ngày trước đó. Điều này đã rút lại sự bảo vệ của trang web chống lại tấn công từ chối dịch vụ phân tán, và ngay sau đó những kẻ tấn công đã cướp trang web. CEO Matthew Prince nói: "Tôi thức dậy sáng nay với tâm trạng bực bội và quyết định đá họ ra khỏi Internet" , giọt nước làm đầy ly trong quyết định này là do "nhóm đằng sau Daily Stormer cho là chúng tôi là những người ủng hộ bí mật ý thức hệ của họ. Andrew Anglin, biên tập viên của The Daily Stormer, phủ nhận rằng, nhóm của ông đã đưa ra tuyên bố như vậy, và động thái này bị chính Prince , Anglix và Electronic Frontier Foundation. chỉ trích là "nguy hiểm".